# Isochariesthes picta
Isochariesthes picta es una especie de escarabajo longicornio del género Isochariesthes, tribu Tragocephalini, subfamilia Lamiinae. Fue descrita científicamente por Breuning en 1938.
Se distribuye por Etiopía, Kenia, Somalia y Tanzania. Mide aproximadamente 10-14 milímetros de longitud. El período de vuelo ocurre en los meses de abril y diciembre.